# Institut Catòlic de París
L'Institut Catòlic de París (ICP) o Universitas catholica parisiensis és un establiment privat d'educació superior d'interès general fundat l'any 1875, situat al 74 de la rue de Vaugirard al 6è districte de París.
Està format per sis facultats (teologia i ciències religioses, dret canònic, filosofia, literatura, ciències socials, economia i dret, educació), una unitat de recerca en religió, cultura i societat, quatre instituts especialitzats i deu escoles associades. És membre de la Federació Internacional d'Universitats Catòliques (FIUC), que reuneix gairebé 200 universitats catòliques de tot el món i és un dels cinc instituts catòlics francesos (Angers, Lille, Lió, Tolosa i París). Legalment està constituït com una associació segons la llei de 1901, reconeguda d'utilitat pública el 194 i actualment anomenada Associació de Bisbes Fundadors de l'Institut Catòlic de París – Institut Catòlic de París.

## Història
L'Institut Catòlic de París va ser fundat el 1875 per Maurice d'Hulst. El seu segell està inspirat en el de l'antiga Universitat de París, representant la Mare de Déu, Sant Dionís i Santa Caterina. L'ICP reivindica el patrimoni i les tradicions, en particular de la Facultat de Teologia de l'antiga Sorbona.
Les instal·lacions de l'ICP són compartides entre les diverses facultats i escoles que s'han creat al llarg de la seva història i inclouen diverses biblioteques. Cal destacar la presència d'un seminari universitari, el seminari de Carmes, i d'una església, l'església de Sant Josep dels Carmelites.
A la dècada del 1930, Marie-Madeleine Davy es va convertir en la primera estudiant de l'Institut Catòlic de París.
L'ICP segueix el sistema LMD i emet diplomes nacionals (diplomes estatals per acord o sota jurat rectoral), diplomes canònics i diplomes específics.
La xarxa bibliotecària de l'Institut Catòlic de París inclou cinc biblioteques: la Biblioteca Universitària Fels, la Biblioteca de Dret Canònic, l'espai documental de la Facultat d'Educació i Formació i la Biblioteca Jean-de-Vernon, que reuneix la Biblioteca Ecumènica i Científica d'Estudis Bíblics i la Biblioteca de l'Institut Francès d'Estudis Bizantins. L'Institut acull el Museu de la Bíblia i de Terra Santa.
El 2017, l'ICP va inaugurar un nou campus que incloïa un amfiteatre amb capacitat per a 400 persones, cosa que li va suposar un guany d'1.000 m2 d'espai.
El centre acull 10.000 estudiants cada any i té un total de 900 professors i investigadors, la meitat dels quals provenen del món professional. Està en col·laboració amb 140 universitats de 40 països i és una de les titulars de la carta Erasmus.

## Rectors
- Maurice d'Hulst (1875-1896), sarcerdot de l'arxidiòcesi de Paris.
- Pierre-Louis Péchenard (1896-1907), sarcerdot de l'arxidiòcesi de Reims.
- Alfred Baudrillart (1907-1942), sarcerdot de l'Oratoire.
- Jean Calvet, pro-recteur (1942-1946), sacerdot del Bisbat de Cahors.
- Émile Blanchet (1946-1966)
- Pierre Haubtmann (1966-1971), sarcerdot del bisbat de París.
- Paul Poupard (1971-1981)
- Pierre Eyt (1981-1986)
- Paul Guiberteau (1986-1992), sacerdot de la diòcesi de Nantes.
- Patrick Valdrini (1992-2004), sacerdot de diòcesi de Verdun.
- Joseph Maïla (2004-2005).
- Pierre Cahné (2005-2011).[1]
- Philippe Bordeyne (2011-2021), sacerdot de la diòcesi de Nanterre.
- Emmanuel Petit (2021- ), sacerdot del bisbat de Paris.